# Neochauliodes yunnanensis
Neochauliodes yunnanensis är en insektsart som beskrevs av Navás 1930. Neochauliodes yunnanensis ingår i släktet Neochauliodes och familjen Corydalidae. Inga underarter finns listade i Catalogue of Life.